# Rhinolophus paradoxolophus
Rhinolophus paradoxolophus — вид рукокрилих родини Підковикові (Rhinolophidae).

## Поширення
Країни проживання: Китай, Лаос, Таїланд, В'єтнам. Лаштує сідала в печерах.

## Загрози та охорона
Вирубка лісів в зв'язку з розширенням лісозаготівель і сільського господарства, являє собою серйозну загрозу для цього виду в деяких частинах його ареалу. Проживає в природоохоронних територіях.